# Pays perdu
Pays perdu est un roman de Pierre Jourde publié en 2003 aux éditions L'Esprit des péninsules.

## Résumé
Deux frères, qui habitent en ville, décident de revenir dans leur village natal du Cantal afin d'hériter de leur cousin Joseph qui était un paysan retiré dans sa ferme. Cet héritage est un prétexte pour le narrateur qui, pendant tout le livre, décrit méticuleusement les habitants de ce petit village perdu marqués par la solitude, l'alcoolisme et le suicide. Finalement, c'est la disparition progressive de la société paysanne française qui est le sujet du livre.
Ce roman est inspiré du village de Lussaud dont est originaire la famille de l'auteur, et a suscité une vive émotion parmi ses habitants, d'autant que plusieurs se sont reconnus ou ont reconnu des proches décédés dans les personnages du roman. Lorsqu'il y est revenu, Pierre Jourde et ses enfants ont alors été agressés physiquement et chassés du village à coups de pierres. Les agresseurs ont été condamnés le 5 juillet 2007 par le tribunal d'Aurillac à des amendes et de la prison avec sursis. 
La difficulté de faire œuvre quasi éthnologique pour des auteurs peut être analysée en rapprochant Pays Perdu de Pierre Jourde du livre de Marie-Hélène Lafon Les Pays, deux écrivains du Cantal, deux textes récents sur ce même milieu rural , deux manières différentes d'aborder. 

## Récompense
Le livre a reçu le Prix Générations du roman en 2003.

## Éditions
Édition imprimée originale
- Pierre Jourde, Pays perdu, Paris, éd. l'Esprit des péninsules, 18 août 2003, 166 p., 21 cm (ISBN 2-84636-046-4, BNF 39061115)

Édition au format de poche
- Pierre Jourde, Pays perdu, Paris, éd. Pocket, coll. « Pocket » (no 12251), 17 février 2005, 166 p., 18 cm (ISBN 2-266-14378-6, BNF 39926178)

Livre audio
- Pierre Jourde, Pays perdu : récit, Mons, Éditions Autrement dit, 4 mars 2010 (ISBN 978-2-87445-077-8, BNF 42544099)Texte intégral, suivi d'un entretien entre l'auteur et l'éditeur Jean Lieffrig ; narrateur : Pierre Jourde ; support : 1 disque compact audio MP3 ; durée : 5 h environ.

Réédition imprimée en grand format
- Pierre Jourde, Pays perdu, Paris, éd. Balland, 22 novembre 2013, 174 p., 21 cm (ISBN 978-2-35315-233-9)Cette réédition semble ne pas être référencée dans le catalogue général de la Bibliothèque nationale de France.